# Trường Bộ binh Thủ Đức
Trường Sĩ quan Trừ bị Thủ Đức hoặc Liên trường Võ khoa Thủ Đức hay còn gọi là Trường Bộ binh Thủ Đức (đầu tiên ở Thủ Đức, đến cuối năm 1973 thì chuyển đến Long Thành) là một trong 6 trường đào tạo sĩ quan cho Quân lực Việt Nam Cộng hòa. Năm trường còn lại là Trường Võ bị Quốc gia, Đại học Chiến tranh Chính trị ở Đà Lạt, Trường Sĩ quan Không quân, Trường Sĩ quan Hải quân và Trường Hạ sĩ quan Đồng Đế ở Nha Trang. Trường Thủ Đức hoạt động từ năm 1951 đến năm 1975.

## Lịch sử hình thành
Do sắc lệnh của Quốc Trưởng Bảo Đại ký ngày 15 tháng 7 năm 1951, kêu gọi tổng động viên: Thanh niên tuổi từ 18 đến 28 đều phải nhập ngũ. Những người có bằng từ Cao đẳng Tiểu học trở lên sẽ nhập học khóa sĩ quan trừ bị.
Vào thời điểm này Chính phủ Quốc gia Việt Nam tổ chức 2 vị trí để thành lập Trường sĩ quan trừ bị: miền Bắc lập trường tại Nam Định gọi là Trường sĩ quan trừ bị Nam Định và miền Nam lập tại Thủ Đức gọi là Trường sĩ quan trừ bị Thủ Đức (trường Thủ Đức được xây dựng trên đồi Tăng Nhơn Phú, xã Linh Xuân Thôn, Quận Thủ Đức, Tỉnh Gia Định, Hiện nay là phân hiệu trường ĐH GTVT cơ sở 2). Cả hai trường đều tuyển sinh và khai giảng khóa học đầu tiên cùng thời gian: 1 tháng 10 năm 1951. Khóa 1 Nam Định mang tên Lê Lợi và khóa 1 Thủ Đức mang tên Lê Văn Duyệt.
Qua năm 1952, trường Nam Định được lệnh giải tán và sáp nhập vào với trường Thủ Đức. Cũng từ thời điểm này, thí sinh trên toàn Quốc gia nhập ngũ vào sĩ quan trừ bị đều vào học tại Trường sĩ quan trừ bị Thủ Đức. Khóa 2 được khai giảng vào ngày 15 tháng 10 năm 1952.
Từ khóa 1 đến khóa 5, tốt nghiệp với cấp bậc Thiếu uý, trường hợp thi tốt nghiệp với số điểm thấp hơn quy định thì ra trường mang cấp bậc Chuẩn úy hoặc Trung sĩ (hạ sĩ quan). Thiếu úy sau 2 năm được đương nhiên thăng cấp Trung úy và Chuẩn úy sau 18 tháng được thăng cấp Thiếu úy.
Từ khóa 6, khóa sinh tốt nghiệp chỉ mang cấp bậc Chuẩn úy. Sĩ quan xuất thân từ khóa này trở về sau, không được áp dụng tiêu chuẩn lên cấp tướng. Cho nên, sau này chỉ thấy cấp cao nhất là cấp Đại tá (Ngoại trừ trường hợp được xét chuyển qua ngạch hiện dịch sẽ được hưởng quy chế lên tướng. Ngoài ra, các quân nhân xuất thân từ trường Thiếu sinh quân và 4 khóa sĩ quan hiện dịch đặc biệt thụ huấn ở Trường Hạ sĩ quan Đồng Đế các năm từ 1959-1963 cũng được hưởng quy chế này).
Đầu tháng 2 năm 1955, Trường gián đoạn tuyển sinh và đào tạo sĩ quan trừ bị do ảnh hưởng của Hiệp định Genève ngày 20 tháng 7 năm 1954 trong điều khoản giảm trừ quân bị. Cuối tháng 2 năm 1957, Trường tái hoạt động và được cải danh thành Liên trường Võ khoa Thủ Đức.

## Các Trường trong Liên trường Võ khoa
| Stt | Tên trường             | Chú thích | Stt | Tên trường            | Chú thích      |
| --- | ---------------------- | --------- | --- | --------------------- | -------------- |
| 1   | Trường Bộ binh         |           | 5   | Trường Quân cụ        |                |
| 2   | Trường Thiết giáp      |           | 6   | Trường Truyền tin     |                |
| 3   | Trường Pháo binh       |           | 7   | Trường Quân chính     |                |
| 4   | Trường Công binh       |           | 8   | Trường Thông vận binh | Trường Quân xa |
| 9   | Trường Thể dục Quân sự |           |     |                       |                |

Tháng 10 năm 1961, các trường Chuyên môn được tách ra khỏi Liên trường Võ khoa Thủ Đức (ngoại trừ 3 Trường Bộ binh, Thiết giáp và Thể dục Quân sự).
Năm 1962, phù hiệu của Liên trường Võ khoa Thủ đức gồm ngọn lửa hồng bao quanh thanh kiếm bạc trong nền xanh và được ghi thêm phương châm Cư An Tư Nguy (Có nghĩa là muốn sống yên ổn thì phải nghĩ đến lúc hiểm nguy. Suy rộng ra: "Muốn Hòa bình phải chuẩn bị Chiến tranh") do sáng kiến của Đại tá Phan Đình Thứ (tự Lam Sơn) đương nhiệm Chỉ huy trưởng của trường.
Ngày 1 tháng 8 năm 1963, Trường lấy lại danh hiệu cũ lúc ban đầu là Trường sĩ quan trừ bị Thủ Đức. Năm 1964, Trường lãnh thêm nhiệm vụ đào tạo các cán bộ Đại đội trưởng và Tiểu đoàn trưởng (theo chương trình học, khi mãn khóa được cấp văn bằng tốt nghiệp Đại đội trưởng hoặc Bộ binh Cao cấp). Cũng kể từ năm này các thí sinh muốn trúng tuyển vào học sĩ quan trừ bị phải có văn bằng Tú tài 1 trở lên hoặc chứng chỉ tương đương. Ngày 1 tháng 7/ năm 1964 Trường được cải danh thành Trường Bộ binh Thủ Đức
Trường đào tạo từ khóa 1 (1951) đến khóa 27 theo thứ tự từng năm nhưng khi chiến cuộc leo thang, nhu cầu đòi hỏi nhiều sĩ quan khiến số khóa tăng lên từ 2 khóa mỗi năm. Kể từ năm 1968 trở đi thì mỗi khóa được gọi là "1/68", "2/68", "1/69", "2/69"....
Trong khuôn viên Trường có một đài tưởng niệm gọi là Trung nghĩa Đài ghi bốn chữ "Tổ quốc ghi ơn." Kể từ năm 1968 công việc đào tạo sĩ quan trừ bị của Trường Thủ Đức được bổ túc bởi Trường Hạ sĩ quan Quân lực Việt Nam Cộng hòa, thường gọi là Trường Đồng Đế ở Nha Trang.
Cuối năm 1973, Trường Bộ binh Thủ Đức được lệnh di chuyển về Huấn khu Long Thành. Đến giữa tháng 4 năm 1975 lại di chuyển về Thủ Đức.
Trường Bộ binh Thủ Đức giải thể vào năm 1975, khi Việt Nam Cộng hòa sụp đổ. Trong thời gian hoạt động 1951-1975, Trường Thủ Đức đã đào tạo hơn 80.000 sĩ quan trong đó khoảng 4.000 sĩ quan đặc biệt.

## Khóa Sĩ quan Trừ bị từ Nam Định đến Thủ Đức và Đà Lạt
| Khóa | Tên khóa Niên khóa      | Thời gian                        | Sĩ số Khóa sinh | Chỉ huy           | Tên Trường              | Chú thích                                                                                               |
| ---- | ----------------------- | -------------------------------- | --------------- | ----------------- | ----------------------- | --- |
| 1    | Lê Lợi 1951-1952        | 1/10/1951 1/6/1952 (8 tháng)     | 255/218         | Thiếu tá Tilly    | Sĩ quan Trừ bị Nam Định | Trường được thành lập tại tỉnh Nam Định ở miền Bắc, nhưng chỉ đào tạo sĩ quan trừ bị một khóa duy nhất. |
| 1    | Lê Văn Duyệt 1951-1952  | 1/10/1951 1/6/1952 (8 tháng)     | 475             | Th/tướng Bouillet | Sĩ quan Trừ bị Thủ Đức  | Trường được thành lập ở một vị trí trong quận Thủ Đức thuộc tỉnh Gia Định.                              |
| 2    | Phụng Sự 1952-1953      | 1/10/1952 1/4/1953 (6 tháng)     | 579             | Đ/tá Chalandon    | Sĩ quan Trừ bị Thủ Đức  | |
| 3    | Đống Đa 1 1953          | 1/4/1953 1/11/1953 (7 tháng)     | 821             | Đại tá Cảm        | Sĩ quan Trừ bị Thủ Đức  | Giai đoạn sĩ quan Pháp chuyển chức vụ Chỉ huy trưởng sang sĩ quan người Việt                            |
| 3p   | Đống Đa 2 1953-1954     | 1/9/1953 16/3/1954 (6,5 tháng)   | 324             | Đại tá Cảm        | Sĩ quan Trừ bị Thủ Đức  | |
| 4    | Cương Quyết 1 1953-1954 | 1/12/1953 1/6/1954 (6 tháng)     | 1.148           | Đại tá Cảm        | Sĩ quan Trừ bị Thủ Đức  | |
| 4p   | Cương Quyết 2 1954      | 16/3/1954 1/10/1954 (6,5 tháng)  | 625             | Đại tá Cảm        | Sĩ quan Trừ bị Thủ Đức  | |
| 5    | Vì Dân 1954-1955        | 16/6/1954 1/2/1955 (7,5 tháng)   | 1.396           | Đại tá Cảm        | Sĩ quan Trừ bị Thủ Đức  | |
| 5p   | Vương Xuân Sỹ 1954-1955 | 1/11/1954-1/11/1955 (12 tháng)   | 210/200         | Đại tá Cảm        | Sĩ quan Trừ bị Thủ Đức  | |
| 6    | Cộng Hòa 1957-1958      | 25/3/1957 8/3/1958 (11,5 tháng)  | 563             | Th/tướng Nghiêm   | Liên trường Võ khoa     | |
| 7    | Nhân Vị 1958-1959       | 25/6/1958 10/6/1959 (11,5 tháng) | 346             | Th/tướng Nghiêm   | Liên trường Võ khoa     | |
| 8    | Bạch Đằng 1959-1960     | 2/3/1959 7/3/1960 (12 tháng)     | 371             | Th/tướng Nghiêm   | Liên trường Võ khoa     | |
| 9    | Đoàn Kết 1959-1960      | 12/10/1959 14/11/1960 (13 tháng) | 330             | Th/tướng Nghiêm   | Liên trường Võ khoa     | |
| 10   | Thành Tín 1960-1961     | 20/6/1960 14/6/1961 (12 tháng)   | 496             | Th/tướng Nghiêm   | Liên trường Võ khoa     | |
| 11   | Đồng Tiến 1961          | 9/1/1961 22/12/1961 (11,5 tháng) | 763             | Th/tướng Tố       | Liên trường Võ khoa     | |
| 12   | Trần Hưng Đạo 1961-1962 | 23/10/1961 1/8/1962 (9,5 tháng)  | 1.478           | Đại tá Thứ        | Liên trường Võ khoa     | |
| 13   | Ấp Chiến Lược 1962      | 15/3/1962 28/12/1962 (9,5 tháng) | 1.527           | Đại tá Thứ        | Liên trường Võ khoa     | |
| 14   | Nhân Trí Dũng 1962-1963 | 17/9/1962 14/6/1963 (9 tháng)    | 2.191           | Đại tá Thứ        | Liên trường Võ khoa     | |
| 15   | Cách Mạng 1963          | 25/2/1963 27/11/1063 (9 tháng)   | 1.890           | Th/tướng Tám      | Liên trường Võ khoa     | |
| 16   | Võ Tánh 1963-1964       | 27/9/1963 30/4/1964 (7 tháng)    | 1.609           | Th/tướng Tám      | Liên trường Võ khoa     | |
| 17   | Nguyễn Thái Học 1964    | 13/1/1964 22/10/1964 (9,5 tháng) | 1.099           | Ch/tướng Nhơn     | Trường Bộ binh          | |
| 18   | Phan Văn Trị 1964-1965  | 8/6/1964 18/3/1965 (9,5 tháng)   | 1.219           | Ch/tướng Nhơn     | Trường Bộ binh          | |
| 19   | Nguyễn Huệ 1964-1965    | 23/11/1964 27/8/1965 (9 tháng)   | 1.407           | C/tướng Hớn       | Trường Bộ binh          | |
| 20   | Xây dựng 1965           | 12/4/1965 22/12/1965 (8,5 tháng) | 1.475           | C/tướng Hớn       | Trường Bộ binh          | |
| 21   | 1965-1966               | 1/10/1965-1/11/1966 (13 tháng)   |                 | Đại tá Trung      | Trường Bộ binh          | |
| 22   | 1966                    | 1/2/1966 1/12/1966 (10 tháng)    |                 | Đại tá Trung      | Trường Bộ binh          | |
| 23   | 1966-1967               | 1/9/1966 1/6/1967 (9 tháng)      |                 | Ch/tướng Nhơn     | Trường Bộ binh          | |
| 24   | 1966-1967               | 8/11/1966 10/8/1967              |                 | Ch/tướng Thơ      | Trường Bộ binh          | |
| 25   | 1967                    | 2/5/1967 5/12/1967 (7 tháng)     | 1.985           | Ch/tướng Nhơn     | Trường Bộ binh          | |
| 26   | 1967-1968               | 5/11/1967 8/6/1968 (7 tháng)     | 1.920           | Ch/tướng Thơ      | Trường Bộ binh          | |
| 27   | 1967-1968               | 26/10/1967 1/8/1968 (7 tháng)    | 986             | Ch/tướng Thơ      | Trường Bộ binh          | |

## Các khóa đặt tên theo năm học
- Các tên khóa ghi (chữ số nghiêng) thụ huấn tại Đồng Đế, Nha Trang. Số khóa còn lại thụ huấn tại Thủ Đức và Long Thành (Biên Hòa).

| Năm học | Khóa học                                         | Chỉ huy trưởng              | Chú thích                                        | Năm học | Khóa học                                                                                  | Chỉ huy trưởng               | Chú thích |
| ------- | ------------------------------------------------ | --------------------------- | ------------------------------------------------ | ------- | ----------------------------------------------------------------------------------------- | ---------------------------- | --- |
| 1968    | (1/68) (2/68) 3/68 4/68 5/68 6/68 7/68 8/68 9/68 | Ch/tướng Thơ                | Chín (9) khóa học, 2 khóa thụ huấn tại Nha Trang | 1972    | (1/72) 2/72 3/72 4/72 5/72 (6/72) 7/72 8/72 9A/72 9B/72 9C/72 10/72 (11/72) 12A/72 12B/72 | Tr/tướng Thuần               | Mười lăm (15) khóa học, 3 khóa thụ huấn tại Nha Trang Thời điểm này chiến tranh tại Việt Nam đã lên đến đỉnh điểm. Do đó nhu cầu về cán bộ chỉ huy ở các đơn vị, nhất là các đơn vị Chủ lực quân cũng tăng theo. Bộ Quốc phòng VNCH đã phải ban hành lệnh Tổng động viên toàn quốc |
| 1969    | 1/69 (2/69) 3/69 4/69 5/69                       | Ch/tướng Thơ Th/tướng Thuần | Năm (5) khóa học, 1 khóa thụ huấn tại Nha Trang. | 1973    | 1/73 2/73 3/73 4/73 5/73 6/73 7/73 8/73 9/73                                              | Tr/tướng Thuần Tr/tướng Minh | Bảy (7) khóa học, Các khóa 1 và 2 thụ huấn ở Thủ Đức. Từ khóa 3 đến khóa 7 thụ huấn tại Long Thành. Kể từ năm 1973, Trường Bộ binh Thủ Đức đã dời khu huấn luyện ra Long Thành. |
| 1970    | 1/70 2/70 3/70 4/70 5/70 6/70                    | Th/tướng Thuần              | Sáu (6) khóa học                                 | 1974    | 1/74 2/74 3/74                                                                            | Tr/tướng Minh Tr/tướng Nghi  | Ba (3) khóa học Khóa 3/74 còn đang thụ huấn dở dang tại Huấn khu Long Thành thì xảy ra biến cố 30/4/1975 |
| 1971    | 1/71 2/71 3/71 4/71 5/71                         | Th/tướng Thuần              | Năm (5) khóa học                                 | 1975    | 1/75                                                                                      | Tr/tướng Nghi Đ/tá Minh      | Một (1) khóa học Mới khai giảng tại Huấn khu Long Thành vào tháng 1/1975 |

- Trong thời gian từ 1951 đến 1975, các trường Nam Định, Thủ Đức và Đồng Đế đã huấn luyện và đào tạo được 83 khóa sĩ quan trừ bị. Trong số các khóa sĩ quan trừ bị (tính cả ba khóa thụ huấn tại Đà Lạt), sau này có được 43 vị tướng lãnh (Nam Định 11 vị, Thủ Đức 32 vị).

## Tướng lãnh xuất thân từ trường Nam Định
| Stt | Họ và tên        | Cấp bậc sau cùng | Năm phong | Chú thích |
| --- | ---------------- | ---------------- | --------- | --------- |
| 1   | Lê Nguyên Khang  | Trung tướng      | 1966      |           |
| 2   | Nguyễn Bảo Trị   | Trung tướng      | 1967      |           |
| 3   | Nguyễn Cao Kỳ    | Thiếu tướng      | 1964      |           |
| 4   | Nguyễn Duy Hinh  | Thiếu tướng      | 1973      |           |
| 5   | Nguyễn Chấn      | Chuẩn tướng      | 1967      |           |
| 6   | Nguyễn Văn Lượng | Chuẩn tướng      | 1967      |           |
| 7   | Phạm Hữu Nhơn    | Chuẩn tướng      | 1967      |           |
| 8   | Vũ Đức Nhuận     | Chuẩn tướng      | 1967      |           |
| 9   | Đặng Cao Thăng   | Chuẩn tướng      | 1967      |           |
| 10  | Phan Phụng Tiên  | Chuẩn tướng      | 1967      |           |
| 11  | Nguyễn Hữu Tần   | Chuẩn tướng      | 1974      |           |

## Tướng lãnh xuất thân từ trường Thủ Đức
| Stt | Họ và tên         | Cấp bậc sau cùng | Năm phong | Khóa học | Chú thích             |
| --- | ----------------- | ---------------- | --------- | -------- | --------------------- |
| 1   | Nguyễn Đức Thắng  | Trung tướng      | 1968      | Khóa 1   |                       |
| 2   | Trần Văn Minh KQ  | Trung tướng      | 1968      | Khóa 1   |                       |
| 3   | Ngô Quang Trưởng  | Trung tướng      | 1970      | Khóa 4   |                       |
| 4   | Đồng Văn Khuyên   | Trung tướng      | 1972      | Khóa 1   |                       |
| 5   | Nguyễn Ngọc Loan  | Thiếu tướng      | 1968      | Khóa 1   |                       |
| 6   | Nguyễn Khoa Nam   | Thiếu tướng      | 1972      | Khóa 3   |                       |
| 7   | Phan Đình Soạn    | Thiếu tướng      | 1972      | Khóa 1   |                       |
| 8   | Võ Xuân Lành      | Thiếu tướng      | 1974      | Khóa 1   |                       |
| 9   | Nguyễn Khắc Bình  | Thiếu tướng      | 1975      | Khóa 1   |                       |
| 10  | Bùi Thế Lân       | Thiếu tướng      | 1975      | Khóa 4   |                       |
| 11  | Nguyễn Bá Liên    | Chuẩn tướng      | 1969      | Khoá 3p  | Truy thăng            |
| 12  | Nguyễn Văn Khương | Chuẩn tướng      | 1970      | Khóa 2   | Truy thăng            |
| 13  | Nguyễn Văn Thiện  | Chuẩn tướng      | 1970      | Khóa 2   |                       |
| 14  | Hồ Trung Hậu      | Chuẩn tướng      | 1971      | Khóa 4   |                       |
| 15  | Đỗ Văn An         | Chuẩn tướng      | 1972      | Khóa 4   | Truy thăng            |
| 166 | Nguyễn Trọng Bảo  | Chuẩn tướng      | 1972      | Khóa 4   | Truy thăng            |
| 17  | Ngô Hán Đồng      | Chuẩn tướng      | 1972      | Khóa 2   | Truy thăng            |
| 18  | Lê Văn Hưng       | Chuẩn tướng      | 1972      | Khóa 5   | Tự sát ngày 30/4/1975 |
| 19  | Huỳnh Văn Lạc     | Chuẩn tướng      | 1972      | Khóa 3   |                       |
| 20  | Trần Quốc Lịch    | Chuẩn tướng      | 1972      | Khóa 4p  |                       |
| 21  | Lê Quang Lưỡng    | Chuẩn tướng      | 1972      | Khóa 4   |                       |
| 22  | Huỳnh Bá Tính     | Chuẩn tướng      | 1972      | Khoá 1   |                       |
| 23  | Đặng Đình Linh    | Chuẩn tướng      | 1972      | Khoá 1   |                       |
| 24  | Huỳnh Công Thành  | Chuẩn tướng      | 1973      | Khoá 1   | Truy thăng            |
| 25  | Bùi Quý Cảo       | Chuẩn tướng      | 1974      | Khóa 2   | Truy thăng            |
| 26  | Nguyễn Văn Điềm   | Chuẩn tướng      | 1974      | Khóa 4   |                       |
| 27  | Phạm Ngọc Sang    | Chuẩn tướng      | 1974      | Khóa 1   |                       |
| 28  | Trương Bảy        | Chuẩn tướng      | 1975      | Khóa 1   |                       |
| 29  | Nguyễn Văn Giàu   | Chuẩn tướng      | 1975      | Khóa 3   |                       |
| 30  | Chung Tấn Phát    | Chuẩn tướng      | 1975      | Khóa 3   |                       |
| 31  | Trang Sĩ Tấn      | Chuẩn tướng      | 1975      | Khóa 16  | Thụ huấn bổ túc       |
| 32  | Phạm Duy Tất      | Chuẩn tướng      | 1975      | Khóa 4p  |                       |

## Chỉ huy trưởng qua các thời kỳ
1. Thiếu tướng Georges Bouillet (Thủ Đức từ 1/10/1951)[44]
2. Thiếu tá Tilly (Nam Định từ 1/10/1951)
3. Đại tá Chalandon (Nam Định + Thủ Đức từ 5/1/1952)

| Stt | Họ và tên                                      | Cấp bậc tại nhiệm                         | Thời gian tại chức | Tên Trường                 | Chú thích                                                                                                   |
| --- | ---------------------------------------------- | ----------------------------------------- | ------------------ | -------------------------- | --- |
| 1   | Phạm Văn Cảm Võ bị Lục quân Pháp               | Đại tá                                    | 11/1953-9/1956     | Sĩ quan Trừ bị             | Giải ngũ ở cấp Đại tá                                                                                       |
| 2   | Lê Văn Nghiêm Võ bị Lục quân Pháp              | Thiếu tướng (1955)                        | 9/1956-5/1961      | Liên trường Võ khoa (1957) | Giải ngũ năm 1965 ở cấp Trung tướng                                                                         |
| 3   | Nguyễn Văn Chuân Võ bị Huế K1                  | Đại tá (1958)                             | 5/1961-7/1961      | Liên trường Võ khoa (1957) | Giải ngũ năm 1966 ở cấp Thiếu tướng                                                                         |
| 4   | Hồ Văn Tố Võ bị Huế K2                         | Thiếu tướng                               | 7/1961-5/1962      | Liên trường Võ khoa (1957) | Từ trần đột ngột năm 1962                                                                                   |
| 5   | Phan Đình Thứ (Lam Sơn) Võ bị Lục quân Pháp    | Đại tá (1958)                             | 5/1962-11/1963     | Sĩ quan Trừ bị (8/1963)    | Giải ngũ năm 1973 ở cấp Chuẩn tướng                                                                         |
| 6   | Trần Ngọc Tám Võ bị Liên quân Viễn Đông Đà lạt | Thiếu tướng (1958)                        | 11/1963-4/1964     | Sĩ quan Trừ bị (8/1963)    | Giải ngũ năm 1974 ở cấp Trung tướng                                                                         |
| 7   | Bùi Hữu Nhơn Võ bị Liên quân Viễn Đông Đà Lạt  | Chuẩn tướng (3/1964)                      | 4/1964-11/1964     | Trường Bộ binh (7/1964)    | Chỉ huy trưởng lần thứ 1                                                                                    |
| 8   | Cao Hảo Hớn Võ bị Liên quân Viễn Đông Đà Lạt   | Chuẩn tướng (5/1964)                      | 11/1964-5/1965     | Trường Bộ binh (7/1964)    | Sau cùng là Trung tướng Phụ tá Tổng trưởng Quốc phòng                                                       |
| 9   | Trần Văn Trung Võ bị Huế K1                    | Đại tá (1958) Chuẩn tướng (11/1965)       | 5/1965-12/1966     | Trường Bộ binh (7/1964)    | Sau cùng là Trung tướng Tổng cục trưởng Tổng cục Chiến tranh Chính trị                                      |
| 10  | Bùi Hữu Nhơn                                   | Thiếu tướng (1965)                        | 12/1966-4/1967     | Trường Bộ binh (7/1964)    | Tái nhiệm Chỉ huy trưởng lần thứ 2. Giải ngũ năm 1968 ở cấp Thiếu tướng                                     |
| 11  | Lâm Quang Thơ Võ bị Đà Lạt K3                  | Đại tá (1965) Chuẩn tướng (6/1968)        | 4/1967-8/1969      | Trường Bộ binh (7/1964)    | Sau cùng là Thiếu tướng Chỉ huy trưởng Trường Võ bị Quốc gia Đà Lạt                                         |
| 12  | Phạm Quốc Thuần Võ bị Đà Lạt K5                | Thiếu tướng (6/1968) Trung tướng (8/1971) | 8/1969-10/1973     | Trường Bộ binh (7/1964)    | Sau cùng là Trung tướng Chỉ huy trưởng trường Hạ sĩ quan Đồng Đế                                            |
| 13  | Nguyễn Văn Minh Võ bị Đà Lạt K4                | Trung tướng (11/1972)                     | 10/1973-11/1974    | Trường Bộ binh (7/1964)    | Sau cùng là Trung tướng Tư lệnh Biệt khu Thủ đô                                                             |
| 14  | Nguyễn Vĩnh Nghi Võ bị Đà Lạt K5               | Trung tướng (3/1974)                      | 11/1974-4/1975     | Trường Bộ binh (7/1964)    | Sau cùng là Trung tướng Tư lệnh phó Quân đoàn III kiêm Tư lệnh Tiền phương, đảm trách phòng tuyến Phan Rang |
| 15  | Trần Đức Minh Võ khoa Thủ Đức K3p              | Đại tá                                    | 4/1975             | Trường Bộ binh (7/1964)    | Chỉ huy trưởng sau cùng                                                                                     |

## Nhân vật khác
- Họa sĩ Tạ Tỵ[48][49]
- Nhà văn Văn Quang[50]
- Trung úy Nguyễn Lương Y (Tốt nghiệp thủ khoa khóa 15), từng là thư ký riêng của tướng Nguyễn Chánh Thi, một tình báo viên được nhà nước Việt Nam công nhận liệt sĩ.